# Hydrelia impleta
Hydrelia impleta är en fjärilsart som beskrevs av Louis Beethoven Prout 1938. Hydrelia impleta ingår i släktet Hydrelia och familjen mätare. Inga underarter finns listade i Catalogue of Life.